# Jaisalmer
Jaisalmer (hindi: जैसालमेर) er en by i det vestlige Rajasthan i Indien. Byen har ca. 78.000 indbyggere og ligger i Tharørkenen. Jaisalmer kaldes ofte "den gyldne by" på grund af byens arkitektur bygget i gul sandsten.
Byen blev grundlagt i 1100-tallet og blev senere en vigtig handelsby. Jaisalmer lå aldrig direkte under Mogulriget eller Britisk Indien, men var et uafhængigt fyrstedømme. Byen kom ved Indiens uafhængighed fra Storbritannien til at ligge tæt ved grænsen til Pakistan. I nyere tid  er Jaisalmer blevet populær som turistdestination.